# Burnaby
Pour les articles homonymes, voir Burnaby (homonymie).
Burnaby est une cité (city) de la province de la Colombie-Britannique au Canada, dans le district régional du Grand Vancouver dont elle abrite le siège.

## Situation
Située à l'est de Vancouver, elle fait partie de son agglomération. C'est la troisième cité de la province avec 202 799 habitants, surpassée seulement par Surrey et Vancouver.

## Transport
Le système de transport en commun rapide SkyTrain, basé à Burnaby, traverse la ville d'est en ouest à deux endroits: la Expo Line (achevée en 1986) traverse le sud le long de Kingsway et la Millennium Line (achevée en 2002) suit l'autoroute Lougheed. Le SkyTrain a encouragé des liaisons plus étroites avec New Westminster, Vancouver et Surrey, ainsi qu'un développement urbain dense au centre-ville de Lougheed à la frontière est de la ville, au centre-ville de Brentwood au centre-ouest, à Edmonds-Highgate au sud-est et à la plupart notamment à Metrotown dans le sud. Burnaby est également desservie par la ligne RapidBus R5 et plusieurs autres lignes de bus exploitées par TransLink.[16]
Les rues principales nord-sud traversant la ville comprennent Boundary Road, Willingdon Avenue, Royal Oak Avenue, Kensington Avenue, Sperling Avenue, Gaglardi Way, Cariboo Road et North Road. Les routes est-ouest reliant les villes voisines de Burnaby comprennent la rue Hastings, la route Barnet, la route Lougheed, Kingsway (qui suit l'ancienne piste équestre entre Vancouver et New Westminster), Canada Way et Marine Drive / Marine Way. Le chemin Douglas, qui traversait autrefois la ville du nord-ouest au sud-est, a été en grande partie absorbé par la route transcanadienne et le Canada Way. Depuis les années 1990, Burnaby a développé un réseau de pistes cyclables. Il est également bien desservi par le système de bus de Metro Vancouver, géré par la Coast Mountain Bus Company, une division de TransLink.

## Arts et culture
Burnaby abrite plusieurs musées mettant en valeur la diversité de l'histoire et de la culture de la ville. Burnaby Village Museum est un musée en plein air de 10 acres (4,0 ha) préservant un village canadien des années 1920. Le musée national et centre culturel Nikkei, qui comprend un jardin japonais, a ouvert ses portes en 2000 pour promouvoir la sensibilisation et la compréhension de la culture canadienne japonaise. Le Musée d'archéologie et d'ethnologie est situé sur le campus de l'Université Simon Fraser, au sommet du mont Burnaby.
La bibliothèque publique de Burnaby a été créée en 1954. Elle compte actuellement quatre emplacements dans la ville, y compris la succursale centrale de Bobbie Prittie Metrotown au centre-ville de Burnaby. Le système de bibliothèque contient plus de trois millions d'articles en circulation, avec plus de 5 000 visiteurs par jour.
De nombreuses installations culturelles sont situées dans ou autour du parc Deer Lake, notamment la Burnaby Art Gallery, le Shadbolt Center for the Arts et le Burnaby Village Museum.
Michael J. Fox Theatre, un théâtre communautaire de 613 places, avec 11 places pour fauteuils roulants, est situé dans l'école secondaire Burnaby South.

## Climat
La station météorologique de l'Université Simon Fraser de Burnaby est située à 365 mètres d'altitude sur le mont Burnaby. Par conséquent, les enregistrements climatiques sont plus frais et plus humides, avec plus de chutes de neige, par rapport au reste de la ville.

Burnaby a un climat océanique (Cfb) avec des étés doux et secs et des hivers frais et pluvieux.
| Mois                                  | jan.       | fév.      | mars    | avril     | mai       | juin      | jui.    | août      | sep.      | oct.      | nov.      | déc.       | année            |
| ------------------------------------- | ---------- | --------- | ------- | --------- | --------- | --------- | ------- | --------- | --------- | --------- | --------- | ---------- | ---------------- |
| Température minimale moyenne (°C)     | 1,4        | 1,7       | 3,1     | 4,9       | 7,9       | 10,5      | 12,7    | 13,2      | 11,1      | 7         | 3         | 0,8        | 6,5              |
| Température moyenne (°C)              | 3,6        | 4,3       | 6,2     | 8,7       | 11,8      | 14,4      | 17      | 17,2      | 14,6      | 9,5       | 5,3       | 2,9        | 9,6              |
| Température maximale moyenne (°C)     | 5,8        | 6,8       | 9,3     | 12,4      | 15,6      | 18,2      | 21,2    | 21,2      | 18        | 12        | 7,5       | 5,1        | 12,7             |
| Record de froid (°C) date du record   | −13,9 1969 | −14 1989  | −8 2002 | −3,3 1966 | −0,5 2002 | 3,9 1976  | 5 1979  | 3,3 1973  | 2 2000    | −7 1984   | −14 1985  | −19,4 1968 | −19,4 29/12/1968 |
| Record de chaleur (°C) date du record | 16,5 1981  | 18,5 1986 | 23 2004 | 28 1998   | 33 1983   | 39,5 2021 | 34 2006 | 33,9 1965 | 34,5 1988 | 26,5 1987 | 19,4 1974 | 16,1 1969  | 39,5 28/6/2021   |
| Précipitations (mm)                   | 280,9      | 178,4     | 182,1   | 154,4     | 120       | 101,4     | 64,7    | 64,5      | 92,2      | 210,1     | 311,6     | 249,8      | 2 009,9          |
| dont neige (cm)                       | 24,3       | 15,1      | 10,9    | 1,7       | 0,1       | 0         | 0       | 0         | 0         | 0,2       | 8         | 29         | 89,3             |
| Nombre de jours avec précipitations   | 20,5       | 16,2      | 18,9    | 16,1      | 14,9      | 13,5      | 7,4     | 6,8       | 10,3      | 17,1      | 21,6      | 19,8       | 183,1            |
| Nombre de jours avec neige            | 4          | 2,5       | 2       | 0,54      | 0,04      | 0         | 0       | 0         | 0         | 0,09      | 1,8       | 4,5        | 15,5             |

| Diagramme climatique                                  |             |             |              |            |               |              |              |            |          |           |             |
| J                                                     | F           | M           | A            | M          | J             | J            | A            | S          | O        | N         | D           |
| 5,81,4280,9                                           | 6,81,7178,4 | 9,33,1182,1 | 12,44,9154,4 | 15,67,9120 | 18,210,5101,4 | 21,212,764,7 | 21,213,264,5 | 1811,192,2 | 127210,1 | 7,53311,6 | 5,10,8249,8 |
| Moyennes : • Temp. maxi et mini °C • Précipitation mm |             |             |              |            |               |              |              |            |          |           |             |

## Toponyme
À son accession au statut de cité (incorporation), les citoyens de la nouvelle municipalité choisirent de la nommer d'après le marchand, homme politique et explorateur Robert Burnaby (1828-1878), qui avait été le secrétaire privé du colonel Richard Moody, premier commissaire de la colonie de la Colombie-Britannique au milieu du XIXe siècle. En 1859, Burnaby avait fait l'étude du lac d'eau douce près de ce qui est maintenant le centre géographique de la municipalité. Le colonel Moody le nomma alors lac Burnaby.

## Démographie
En tant que localité désignée dans le recensement de 2011, Burnaby a une population de 223 218 habitants dans 86 839 de ses 91 383 logements, soit une variation de 10,1% par rapport à la population de 2006. Avec une superficie de 90,61 km2, cette cité possède une densité de population de 2 463,5 hab/km2 en 2011.
Concernant le recensement de 2006, Burnaby abritait 202 799 habitants dans 78 027 de ses 82 950 logements. Avec une superficie de 89,12 km2, cette cité possédait une densité de population de 2 275,6 hab/km2 en 2006.
| 2001    | 2006    | 2011    | 2016    |
| ------- | ------- | ------- | ------- |
| 193 954 | 202 799 | 223 218 | 232 755 |

## Personnalités
- Karl Alzner (1988 - ), joueur de hockey sur glace
- Michael Bublé (1975 - ), chanteur et acteur
- JD Jackson (1969 - ), joueur de basket-ball
- Matthew Good (1971 - ), guitariste, chanteur et compositeur
- Jacob Hoggard (1983 - ), chanteur du groupe de musique Hedley
- Jason LaBarbera (1980 - ), joueur de hockey sur glace
- Lise Léveillé (1982 - ), gymnaste
- Darren McCarty (1972 - ), joueur de hockey sur glace
- Carrie-Anne Moss (1967 - ), actrice
- Ryan Nugent-Hopkins (1993 - ), joueur de hockey sur glace
- Roy Radu (1963 - ), joueur de rugby à XV
- Cliff Ronning (1965 - ), joueur de hockey sur glace
- Joe Sakic (1969 - ), joueur de hockey sur glace
- Christine Sinclair (1983 - ), footballeuse

## Jumelages
- Gatineau (Québec)
- Kushiro (Japon)
- Mesa (États-Unis)